# Silla de emergencia

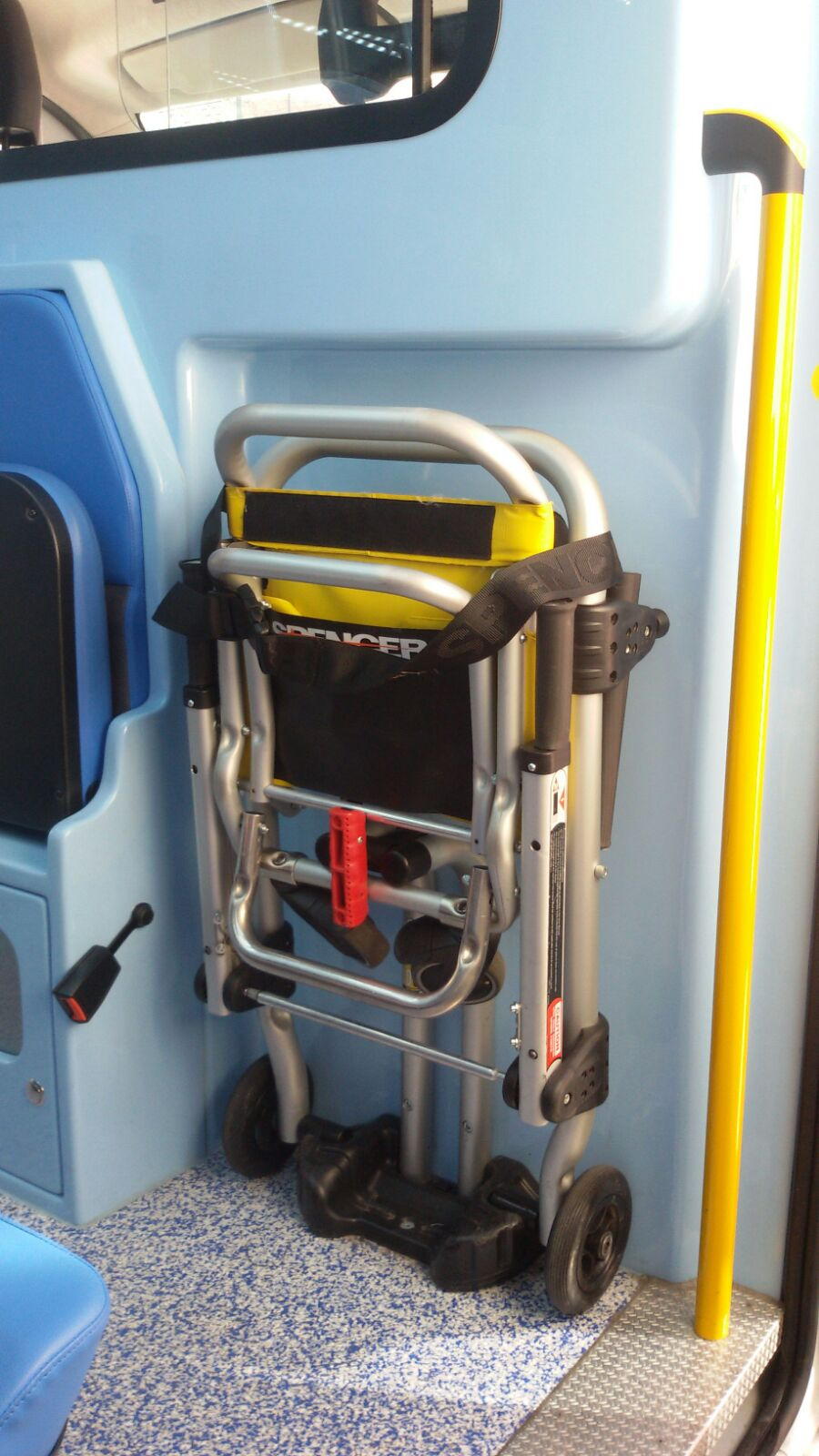
Ejemplo de una silla de manos

Una silla de emergencia, silla de evacuación, silla de manos  o silla de escape es un dispositivo fabricado para el descenso suave de escaleras en caso de una emergencia. Fue inventado en los Estados Unidos en 1982. El dispositivo de operación para un solo usuario no requiere levantar objetos pesados para evacuar a una persona.
En los aeropuertos, este equipo se utiliza para ayudar a las personas con movilidad reducida durante la evacuación de emergencia.
Este dispositivo se utiliza solo con pacientes no traumáticos: en caso de sospecha de lesiones en la columna , los rescatistas utilizarán ayudas de inmovilización como la tabla espinal o el colchón de vacío para evitar, durante los primeros auxilios, maniobras que puedan comprometer la médula espinal. Si, por el contrario, se supone que el paciente tiene un tono muscular reducido o cuando la escasez de espacios lo requiere  la hoja de rescate, también llamada hoja de herida.
La silla de manos también puede estar equipada con rieles que le permitan deslizarse hacia abajo, para convertirla en una silla de evacuación. En los modelos más avanzados, la silla de manos está motorizada y por lo tanto permite mover al paciente sin ningún esfuerzo físico por parte del socorrista.

## Tipos
Hay disponibles versiones eléctricas de la silla de escape. Mediante el uso del sistema de riel eléctrico, un solo operador puede salvar a una persona o subir y bajar las escaleras.
Los modelos mejorados pueden tener sillas que requieren la operación de dos personas; estos se utilizan más comúnmente en ambulancias. Las manijas de elevación se utilizan para el descenso y ascenso de escaleras. También se utilizan orugas en las escaleras.

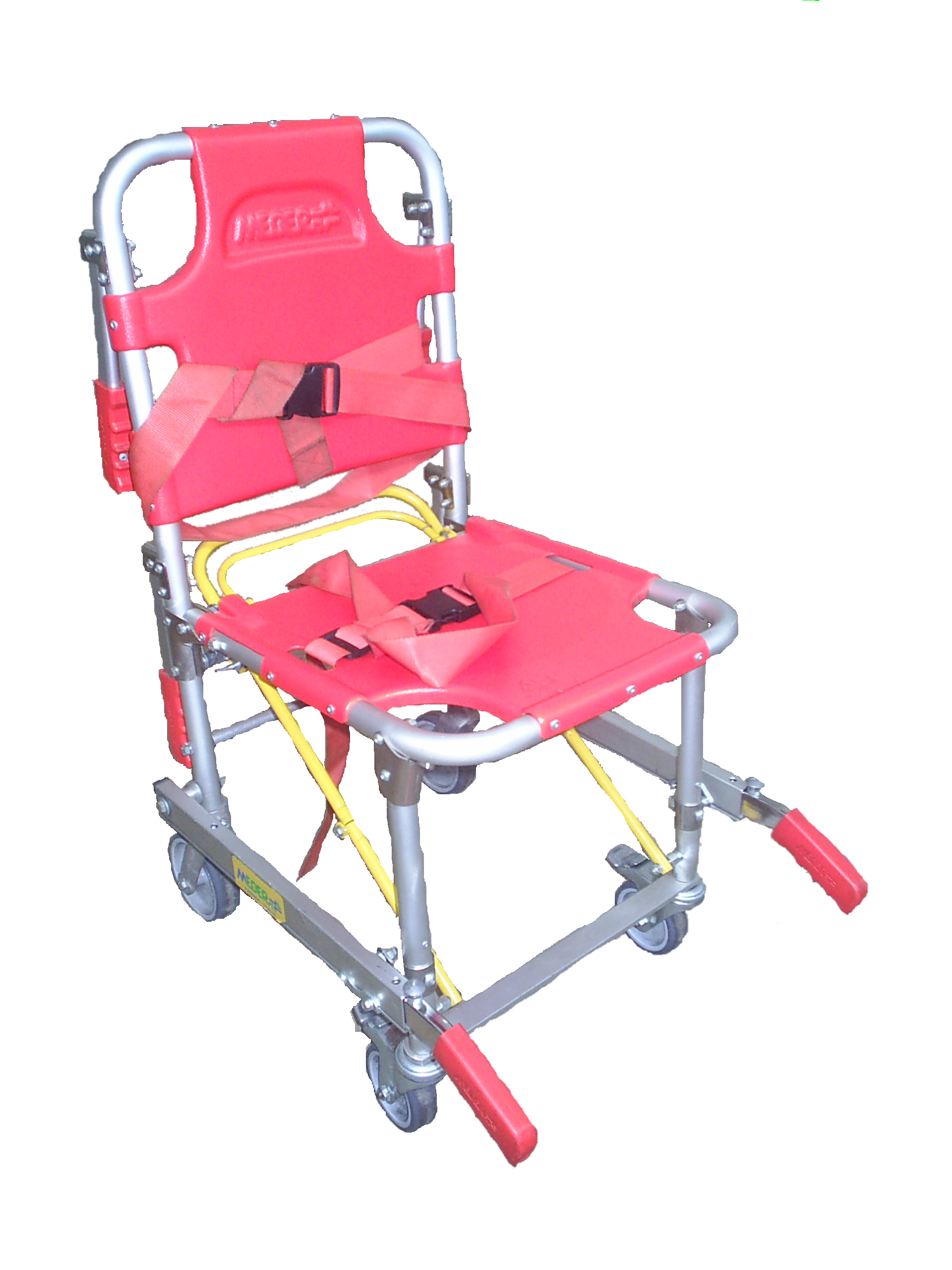
Silla de escape

## Legislación
Reino Unido
La Ley de discriminación por discapacidad de 1995  dice que todas las personas deben tener una entrada y salida seguras de un edificio.
Otra ley sobre sillas es la RRFSO. Creado en 2005, este reglamento establece que los oficiales de bomberos no están obligados a ingresar a los edificios.
El incumplimiento de las leyes anteriores puede resultar en problemas graves. Si una persona falleciera en el edificio debido a la falta de equipo de evacuación adecuado, los propietarios u operadores del edificio podrían ser acusados de homicidio involuntario corporativo.